# Llista de pel·lícules espanyoles del 2004
Llista de pel·lícules produïdes a Espanya l'any 2004.

## 2004
| 2004                       |                    |                                                                |         |                                                            |
| Binta y la Gran Idea       | Javier Fesser      | Zeynabou Diallo, Agnile Sambou, Aminata Sane                   |         | Nominada als Oscars. Gravada al Senegal.                   |
| El Lobo                    | Miguel Courtois    | Eduardo Noriega, José Coronado, Mélanie Doutey, Silvia Abascal |         | Sobre ETA.                                                 |
| El séptimo día             | Carlos Saura       | Victoria Abril, Juan Diego, José Luis Gómez                    | Drama   | Basa en fets reals.                                        |
| Tiovivo c. 1950            | José Luis Garci    | Alfredo Landa, Elsa Pataky                                     | Drama   | Situada a Madrid dels anys 1950.                           |
| El Principio de Arquímedes | Gerardo Herrero    | Marta Belaustegui                                              |         |                                                            |
| Arsene Lupin               |                    |                                                                |         |                                                            |
| Héctor                     | Gracia Querejeta   | Adriana Ozores, Unax Ugalde                                    | Drama   |                                                            |
| It's All Gone Pete Tong    | Michael Dowse      | Paul Kaye, Beatriz Batarda, Kate Magowan                       | Drama   | Filmada a Eivissa                                          |
| Roma                       | Adolfo Aristarain  | Juan Diego Botto, Susú Pecoraro, José Sacristán                | Drama   | Coproducció amb Argentina.                                 |
| La mala educación          | Pedro Almodóvar    | Gael García Bernal, Fele Martínez, Daniel Giménez Cacho        | Drama   |                                                            |
| León y Olvido              | Xavier Bermúdez    |                                                                | Drama   |                                                            |
| Crimen Ferpecto            | Álex de la Iglesia | Guillermo Toledo, Mónica Cervera                               | Comèdia |                                                            |
| Mar adentro                | Alejandro Amenábar | Javier Bardem, Lola Dueñas, Belén Rueda                        | Drama   | Guanyadora d'un Oscar a la millor pel·lícula, 1 Premi Goya |
| Yo puta                    | María Lidón        | Daryl Hannah, Denise Richards                                  | Drama   |                                                            |